# Грб Сурчина
Грб Сурчина је званични симбол београдске општине Сурчин, и постојан је у три нивоа — као основни или мали, средњи и велики грб. Овај грб је општина усвојила као своје знамење 2007. године. Грб је дело ауторског тима Слободан и Зоран Станић.

## Блазон
Грб градске општине Сурчин користи се у три нивоа — као основни, средњи и велики грб. Статутом градске општине Сурчин, овај симбол општине је дефинисан на следећи начин:
| „ | Градска општина има грб. Грб сачињава штит стандардног облика, односа страна ширине према висини 4 : 5, уоквиреног златним обрубом. Поље штита је једноставно без изражених подела на мања поља. Са друге стране сама композиција на штиту визуелно је подељена трипартитно по висини на три једнаке зоне. Прва зона (доња трећина поља штита) представљена је наизменичним тракама зелене и црне боје које се зракасто спајају у једној тачки (централна перспектива) која се налази на горњој ивици ове зоне која представља хоризонт. Друга зона (средња трећина поља штита) садржи неколико елемената. Позадина која је заједничка за средњу и горњу трећину композиције штита је плаве боје. Други елемент је облика одсечка круга, златне боје, постављен на доњу ивицу ове зоне — хоризонт и представља прелаз и везу прве и друге трећине композиције. Трећи елемент чини седам стилизованих пшеничних класова, златне боје, чије се висина градацијски смањује ка левој и десној страни штита. Број класова, седам, изабран је да би представљао седам насеља који су основа општине и припадају општини Сурчин (Сурчин, Добановци, Јаково, Бољевци, Прогар, Бечмен и Петровчић). Трећа зона (горња трећина поља штита садржи два елемента. Први је позадина која је плаве боје и која је заједничка за средњу и горњу трећину композиције на штиту. Други елемент је стилизована представа авиона који узлеће, беле боје. | ” |

## Историја
Градска општина Сурчин је грб усвојила 2007. године, на основу резултата анонимног конкурса који је расписала. Грб је дело ауторског тима Слободан и Зоран Станић.

### Књиге и чланци
- Ацовић, Драгомир М. (2000). Грбови града Београда. Београд: Српска књижевна задруга.
- Ацовић, Драгомир М. (2008). Хералдика и Срби. Београд: Завод за уџбенике.  152135692
- Перић, Марко (2019). Грбови Београда и београдских општина ; [каталог изложбе]. Београд: Историјски архив Београда, (Београд : Зламен).  281650700

### Правна регулатива
- „Статут градске општине Сурчин” (PDF). Службени лист града Београда 44/08. 17. 11. 2008. стр. 73—86.